# Emilio Petiva
Emilio Petiva (né le 30 janvier 1890 à Turin et mort le 17 septembre 1980 dans la même ville) est un coureur cycliste italien.

## Biographie
Professionnel de 1910 à 1928, Emilio Petiva a été champion d'Italie sur route en 1910 et a remporté la Coppa Placci en 1924 et 1925 et le Tour d'Ombrie en 1926. Il s'est classé quatrième du Tour d'Italie 1920. Son frère Eduardo a également été coureur professionnel de 1920 à 1928.

## Palmarès
- 1909
  - 3e de Imola-Piacenza-Imola
- 1910
  -  Champion d'Italie sur route
  - 3e de Milan-Modène
- 1913
  - 2e de Milan-Modène
  - 2e de la Coppa Casalegno
- 1914
  - 8e du Tour de Lombardie
- 1919
  - Tour des Alpes Apuanes
- 1920
  - 2e de Turin-Gênes
  - 3e du Tour d'Émilie
  - 4e du Tour d'Italie
- 1921
  - 3e de Gênes-Nice
  - 8e du Tour de Lombardie
- 1922
  - 2e de Milan-Turin
  - 3e de Rome-Naples-Rome
- 1923
  - 3e du Tour de Vénétie
  - 8e du Tour d'Italie
- 1924
  - Coppa Placci
  - 2e de Milan-Modène
  - 2e de la Coppa Cavacciocchi
- 1925
  - Coppa Placci
- 1926
  - Tour d'Ombrie

## Résultats sur les grands tours

### Tour de France
1 participation
- 1927 : abandon (4e étape)

### Tour d'Italie
6 participations
- 1913 : 15e
- 1920 : 4e
- 1922 : abandon
- 1923 : 8e
- 1925 : abandon
- 1928 : 25e